# 心跳回憶 Girl's Side
《心跳回憶 Girl's Side》是在2002年6月20日由科樂美公司發售的女性向戀愛模擬遊戲，略稱為「GS1」，是《心跳回憶 Girl's Side 系列》的第1彈。本作的推出時間距離《心跳回憶3》發售時間不過半年。
雖然最初銷量比不過《心跳回憶3》，卻因為豐富的遊戲性和豪華的聲優陣容而廣受好評。2007年3月15日發售任天堂DS版《心跳回憶 Girl's Side 1st Love》（略稱GSDS），在2009年3月12日發售了該遊戲的全語音版《心跳回憶 Girl's Side 1st Love Plus》。
和《心跳回憶》、《心跳回憶2》、《心跳回憶3》一樣，本作也有一個“傳說之地”，是學校校園內的小教堂。

## 遊戲內容
在故事中，玩家是一位轉學至振翅學園（はばたき学園）的轉校生。在入學前的一晚，玩家夢見小時候一個小男孩在教堂說的童話故事：
‘很久很久以前，有一位旅行中的王子在森林中迷路。他來到一座教堂，認識了公主。王子對公主一見鍾情，每日都相約在森林的教堂裏見面……天亮時在金黃色太陽下，公主隨著王子吹奏的笛聲歌唱。晚上時在銀白色月亮下，兩人並肩坐在湖邊對話，直到月亮消失。兩人都深深地相愛著……可是後來國王知道了，認為王子是在欺騙公主。於是要王子旅行至世界的盡頭作試煉來証明對公主的愛。離開前，王子對公主說：「這次，我是非去不可。請不要為我難過。我的心是妳的。即使到達世界的盡頭也好，總有一天，我一定會回來接妳……」王子離開後，公主每日都在教堂為他祈禱，祈求他不要有事。她相信，總有一天，王子一定會再回來……’
最後，教堂的鐘聲響起。小男孩要隨家人到外國去，並對主角約定將來會回來說完這故事。睡醒之後，玩家出門到振翅學園開學禮，發現學園裡面竟有一座教堂。而在教堂前面，玩家被一名男子撞倒。男子伸手扶起她，他的名字叫做……

## 遊戲特點
相對於針對男性玩家的《心跳回憶系列》，《心跳回憶GS》為了迎合女性玩家的口味，在遊戲上作出了一些調整：
屬性方面
- 恢復了以點數計算屬性的設定，對繁多的屬性作出了適量的削減和調整：例如把“文系”“理系”統一為“學力”。取消了“毅力”（根性），取而代之的是能體現女性特徵的“細心”（気配り）屬性；
- 不同於之前作品女性角色對容姿或者服裝的要求，本作的男性角色在女性角色的服裝不符合喜好的時候，只會好感下降而不會取消約會；另外“魅力”屬性不再具有特別的意義（相對於之前心跳回憶中的“容姿”而言）。
- 加入了金錢的概念，主角可以兼職來調整屬性，認識新角色以及賺錢。金錢的作用是購買服裝飾品，以及生日、聖誕禮物、情人節巧克力。
- 在情報志中加入了占卜，來影響屬性執行和約會的成功率。

服飾
服裝是極為重要的一個元素。服裝的搭配分四類，購買的時候只能從外表判斷，不會從文字上得知是哪種類型。服裝飾品會對男性角色的好感度有著潛移默化的影響，因此投其所好才會事半功倍。在特殊的日子穿特殊的服裝（例如新年參拜的着物，夏日祭的浴衣，聖誕晚會的晚禮服）會增加男主角好感。另外男主角好感度高的時候可能會在特殊的日子會送飾品，可以戴在身上。
服裝的要素判斷分為類型，顏色，流行等。如果是搭配不當或者是喜好不合，男主角的好感會下降，但並不會取消約會。
有的時候會在一些場合出售科樂美其他遊戲中角色的服飾（就是cosplay服），除了純粹收藏和令玩家會心一笑外並無實質功用，也會招致男主角的反感。DS版本取消了這個設定。
服裝飾品店的名字基本都是取自科樂美公司的其他作品。
由於PS2的服裝設計受到了玩家的詬病，DS版本的服飾啟用的是GS2的設計。
外出：
週末在沒有安排的時候可以選擇自由外出，購買服裝飾品。有兩次機會但只局限于同一地圖區。DS取消了地圖區的限制。
外出的時候還可能看到別的角色的小事件，或者是花椿對主角作出服飾檢測評定。
外出還是激發隱藏角色劇情的唯一手段。
小事件：
平時在學校執行指令或者是週末外出的時候，可能會碰到其他角色。
出現的事件除了地點限制外，完全隨機，和好感度無關。
小事件的作用就是豐富遊戲內容和角色形象，為玩家們提供有趣的討論話題。
有的小事件還具有連續性，需要多次激發。
女性角色&情敵模式：
為了豐富遊戲內容以及調整遊戲難度上的平衡，本作加入了多位女性角色。除了一開始固定登場的之外，其他的則是在相應打工/社團活動，或者是執行相應指令後，在男主角的後面等常。她們有各自的指令，會對主角的屬性，尤其是細心屬性有極大的幫助。每個女性都有一張CG事件。在關係非常好的時候，女性角色會贈送能提高主角屬性能力的物品（沒有次數限制）。
如果攻略的是女性角色中意的角色，就可能會成為情敵關係。在某個時限到了後，沒有解除或者是和攻略的男性不夠好，該女性與中意的男性就會成為情侶，從而兩方和主角的結局都徹底無望。在成為情敵的期間，相應男性角色的好感度會固定下降，情敵的語氣和態度也會變化，與情敵執行指令的時候壓力會上升翻倍。解決的方法只有兩個：跟情敵不停地玩以增加她的好感從而令她放棄愛情選擇友情，或是在時限內與男主角搞好關係而令情敵認輸。
避免情敵的辦法就是不讓她出場，或者是一開始就不跟她搞好關係。
如果沒有達成男性角色的結局（包括隱藏角色），還有可能進入和某個女性角色的友情結局。
社團、打工和道具：
本作共有4個文系社團和4個體育系社團。體育系社團每月第三個訓練日是集訓，缺席兩次就會被強制退部。文化系中的吹奏樂部也是如此，但缺席一次或者是考試不及格都會被強制退部。別的文化系部沒有限制。除了手工藝部外，每個社團都有相應的男性或女性角色。
暑期會有一周集訓時間，倒數第二天是主角做飯，是否成功會影響到同一社團的角色（手工藝部是理事長），取決於主角的“細心”屬性。
無論集訓是否成功，最後一天回家後都會得到改善主角屬性的道具。每個社團每年不一樣。
社團經驗值（隱藏屬性）累計到一定程度，主角會成為社團名人，畢業時候的出路會增加。
打工則是有7個地點可供選擇，當主角的屬性達到條件，就會出現招聘信（Debug除外）。主角可以依照自己的需要選擇。除了咖啡屋之外，別的打工地點都會有相應屬性下降。Debug以外的打工都會遇到相應的角色。但工作的日薪都是一樣的。
如果主角在三年之內沒有辭工，在決定出路的時候就會出現正式就職的選擇。
道具的作用就是提升主角的屬性或者是減輕壓力。道具不會以本身的形式存在（飾品除外），到手即刻生效。這樣的道具有耶誕節禮物、生日禮物、白色情人節禮物、女角的禮物和社團活動集訓後的道具。

## DS新增要素

### 觸摸模式
對應DS機能的模式。在約會的時候，如果男主角出現在觸摸屏一側，玩家就有可能觸摸男主角。觸摸的時機、位置、對方好感得當會提高評價，但反之亦然。觸摸之後會有DS增加的新臺詞出現。CG的時候也可以觸摸。
對象僅限於非隱藏男主角。
任何男主角在告白後，在玩家決定是否接受時如果觸摸，會出現和PS2版不一樣的對白。

### 親友模式
當和兩個或以上的男主角關係要好且達成一定條件，其中的一個男主角就會變成“主角的支持者”的身份，也就是可以商談戀愛話題的“親友”。這時候該男主角的傷心度恒等於0，狀態也會永遠停留在“友好”上，平時和主角互動時候臺詞，尤其是約會後的臺詞會大幅度改變。
但該男主角依舊可能會對主角抱有戀愛感情（依舊可以攻略），且有親友狀態下的特殊結局（分為兩種）。這使得遊戲變得更豐富和刻骨銘心。本模式受到了廣大GS愛好者的一致好評。
親友模式僅限於非隱藏角色。

## 登場人物

### 男性角色
葉月 珪（聲：綠川光）
生日是1986年10月16日（天秤座），血型是A型，身高178cm。
本集王子型的主角，也是受歡迎的高中生模特兒。由於祖父是德國人，擁有1/4德國人血統。父母都在海外，獨自在日本居住。
成績優秀及運動萬能的高材生，外表俊秀。未加入任何社團。
嗜好是睡覺，期末考試的時候可能會出現因為在答題中睡著而得0分的狀況。很喜歡小貓，和學校體育館後面的小貓一家關係十分要好。
平時沉默寡言，最初認識他時會覺得他很傲慢。但隨著交往越深，他會親切起來且十分溫柔，並訴說自己的內心世界。性格與其說是「酷」，不如說是有些天然呆。
實際上就是為小時候的主角閱讀繪本的孩子，在開學第一天便認出了主角，可惜主角卻並沒有回想起來往事。在對主角好感度高的時候，會為主角的遲鈍而感歎。
守村 櫻彌（聲：石田彰）
生日是1986年7月2日（巨蟹座），血型是O型，身高163cm。隸屬園藝社。
喜歡大自然和植物，將來的理想是成為樹木醫生。
是個溫柔、親切又老實的優等生。看起來很弱不禁風，但往往在要緊的關頭有著相當的勇氣。不擅運動，尤其是游泳。說話很有禮貌且知識很淵博。
意外地與秀才般的外表不相稱的愛好，是擅長各種各樣的電子遊戲。
常有玩家誤以為守村是特別愛放炸彈的角色，其實純粹是因為守村是負責學力這項能力值的角色，在早期登場的機率很高，
傷心度原本就是愈早登場的角色愈早開始累積。這也說明了為何攻略葉月以外的角色時，葉月常常是炸彈魔，因為葉月更早登場。
三原 色（聲：三木真一郎）
生日是1987年1月15日（摩羯座）。血型是AB型。身高174cm。隸屬美術社。
受到世界的注目的天才少年藝術家，他的作品全部都達到世界級數。在臨海公園以及美術館都有他的藝術作品。
因為思考方式獨特，言行舉止有時令人難以理解。隸屬於美術社，
雖有頗自戀的一面，但是是和平主義者、博愛主義者，擁有相當天真純潔的性格。是不食人間煙火的大孩子。
愛一切美麗的事物，不論是大自然的美或是人工的美都愛。意外地喜歡坐雲霄飛車和玩高空彈跳這類刺激的東西。
稱自己的母親為「媽咪（マミー）」。生長在藝術家庭，父親是平民翻身的文學獎得主，母親是生於上流階級的雕刻家。
鈴鹿 和馬（聲：檜山修之）
生日是1986年12月4日（射手座）。血型是B型。身高171cm。隸屬籃球隊。
性格率直的籃球隊運動少年，由一年生開始便是正選，擁有一定的實力。但在比賽中有太多表演動作而令監督憤怒。
夢想是「去美國打籃球」，但又似乎有點在意自己身高不夠。
受到好評的“傲嬌”系角色之一：在和主角關係不夠好的時候，會比較冷漠；一旦和主角親近起來，一下子就會變得手足無措。容易衝動又有些執拗。
名字的來歷是“馬＋鹿”（「馬鹿」是日語「笨蛋」之意）。
姬條 圓（聲：置鮎龍太郎）
生日是1986年6月18日（双子座）。血型是A型。身高185cm。未加入任何社團。在加油站工作。
關西腔男生，只要是可愛的女孩便會過去打招呼的輕佻傢伙。為人很爽朗又健談，對於玩的事情很熱衷，所以很受女孩子歡迎，因為經常在公園裏和小孩子玩，所以在小孩中也很有人氣。
雖然背景像是富有家庭，但他其實是一個人生活。母親去世，因為執意要自立，所以和父親關係不佳。現在正住在一間倉庫改造的屋子裏，前輩轉讓給他的一輛摩托車是他的寶物。獨立生活的緣故擅長烹飪。
在遊戲中是屬於“很容易作朋友，不容易作戀人”的類型（意思是，到“友好”很容易，但到“喜歡”則需要一定時間）。
日比谷 涉（聲：山口勝平）
生日是1987年9月4日（处女座）。血型是O型。身高163cm。隸屬棒球隊。
比主角遲一年入學的學弟。很尊敬葉月，想拜葉月為師，但是被冷淡地拒絕了。
為了要變得像葉月那麼帥，日夜都在努力中。在拜過許多老師之後，似乎是師從了主人公的弟弟尽。
目標是成為“真正的男人”，夢想是成為職業棒球員後與女播音員結婚。
雖然看起來很孩子氣，但成為學長之後也很受學妹們的歡迎。把主角當成可以信賴的朋友，而主人公對其的評價也是“比起尽更有弟弟模樣”。
很喜歡骷髏小熊（心跳回憶GS系列的象徵物之一）。
有個名為“步”的妹妹，正在上小學。
冰室 零一（聲：子安武人）
生日是1975年11月6日（天蝎座）。血型是A型。身高188cm。吹奏樂社的顧問。
主角三年間的班導師，任教的科目是數學。
十分討厭浪費時間和懶惰的人。經常都很冷靜，而且說話的語調很嚴厲，令人留下恐怖的印象。對於違反他的原則的事物，絕不姑息。
但當二人相處時，會見到他溫柔的一面。實際上也是不善表達感情而且不夠坦率的“傲嬌系”。送給他的最佳生日禮物都是不花錢的作業論文等，也成為津津樂道的話題。
平時開車上下班，車子的型號是瑪莎拉蒂3000。不同于一般日本車，方向盤在左側。
十分擅長彈鋼琴，無論是古典音樂還是爵士樂。在假期似乎會去他朋友的酒吧內演奏。
是《心跳回憶Girl's Side 2nd Kiss》冰上格的親戚，在行事作風上對冰上格的影響不淺，也深受冰上的尊敬。
天之橋 一鶴（聲：小杉十郎太）
生日是1966年2月5日（水瓶座）。血型是B型。身高182cm。
學園的理事長。
最初是以身份不明的公子登場，但是後來主角會知道他的身份。夢想是靠自己培育淑女。
每一年耶誕節都會在自己的宅邸舉辦聖誕晚會，與學校眾師生共渡佳節。
與世界知名的服裝設計師花椿吾郎是多年的好友，對他的任性無能為力。
蒼樹 千晴（聲：森久保祥太郎）
生日是1986年8月18日（狮子座）。血型是A型。身高170cm。在学校隸屬電腦社。
隐藏角色之一，住在振翅市，但在高校讀書的美國留學生。
雖然很合乎禮儀標準及性格溫和，但因為以前身在在外國，不習慣獨個兒生活。因此也有很容易變得敏感的一面。
和家人以電郵互相往來，正因為這樣跟主角意外地認識。夢想是成為一個外交官。
在迷路的時候對熱心指路的主人公一見鍾情，但並不知道主角就是和他通信的筆友。而主角也是在幾乎到遊戲重盤的時候才會明白真相。
在光輝高校就讀的時候，受到某位《心跳回憶》角色的照顧。
對主人公的屬性沒有任何的要求。如果玩家和其他任何角色的關係都不好且完成了他的全部事件，遊戲的save icon會變成他，但這種情況極為罕見。在節假日和女性角色執行指令的時候，也會見到他出場。
天童 壬（聲：保志總一朗）
生日是1987年3月15日（双鱼座）。血型是O型。身高178cm。
DS版新增隱藏角色。羽崎學園的不良學生，經常打架。在大街上和外出的主角搭訕而與主角結識。
不過他其實心地善良和天資聰穎，很為主角設想體貼。
姓名的來歷是“任天堂”，在fans中也有這樣的稱呼，生日正好是本作的發售日。
曾經是個成績優異、個性老實優等生；但因為受欺負，逐漸變成了不良學生。
在遇見主角後被主角吸引，為了主角而立志考上一流大學。和主角在一起時被不明就裏的同學誤會，所以之後把頭髮染回黑色。
結局會依照主角先前的選擇而有不同的發色。
在心跳回憶GS2的DS版本中，某個角色的新事件圖大抵上可以看到他之後的模樣。
花椿 吾郎（聲：速水獎）
生日是1965年1月1日（摩羯座）。血型是AB型。
天之橋的好友，冰室兒時傾聽的對象，《心跳回憶 Girl's Side 2nd Kiss》中登场的花椿姬子与《心跳回忆 Girl's Side 3rd Story》中登场的花椿卡莲的親戚。
在服飾搭配方面對主角有著很大的幫助。
如果主角立志走相關的道路且沒有和其他的角色有結局，那麼就可能會有跟隨他學習的結局。滿足了他的條件後，save icon也會變成他的。

### 女性角色
有泽 志穗（聲：野上尤加奈）
生日是1987年1月20日（摩羯座）。血型A型。在花店打工。
外表嚴肅，看起來有些像男孩子，一絲不苟。對自己的身高有些在意。
實際上性格很溫和。很喜愛花。
如果和主角認識，她會跟主角一起溫書，並在主角的學習方面給於幫助。將來的目標是成為一名律師。
喜歡的人是守村樱弥。
2代的時候，已經就讀于一流大學的她還會在花店裏以打工前輩的身份出現。
須藤 瑞希（聲：大谷育江）
生日是1986年7月16日（巨蟹座）。血型B型。隸屬網球部。
須藤財閥的大小姐，第一人稱是自己的名字，說話的時候總是夾帶法語。估計是因為家庭環境的關係，口氣有些盛氣淩人。
本質上不過也是個一般的可愛女孩。是本作中最有人氣的女性角色。高傲又任性的態度背後，對友情十分珍重。
喜歡的人是三原色，也是唯一一個需要成為情敵狀態才能開出CG事件的人。
藤井 奈津実（聲：川上倫子）
生日是1986年12月18日（射手座）。血型AB型。在速食店打工，隸屬啦啦隊部。
性格開朗活潑的女孩子，和誰都可以打成一片，很愛玩，對流行的事情很熱衷。典型的手快過腦子的類型。也是GS系列裏除了主角外唯一一個打工課外活動兩不誤的角色，只是學習成績不是很好。
把捉弄冰室老師當成是“人生意義”，不過從來沒有成功過。在和主角的電子郵件中也常常揶揄主角和冰室老師。
喜歡的人是姬條園。如果打到她的結局，無論主角是否認識姬條，都會得知這一點。
紺野 珠美（聲：南央美）
生日是1986年6月5日（双子座）。血型O型。男子籃球部經理。
男子籃球部的經理人，性格有些內向的乖巧女孩。喜歡看摔角之類的運動。
有個名為玉緒的弟弟，和主角的弟弟儘是同班同學。
擅長烹飪，將來的目標是到烹飪學校學習。很注重營養方面的調理。
喜歡的人是鈴鹿和馬。如果和她成為了情敵，玩家會看到她較為腹黑的一面。

### 其他角色
尽（聲：折笠愛）
生日是1992年4月11日（白羊座）。血型是O型。
主人公的弟弟。和主人公兩個人獨自生活。本作中擔任查看角色評價和個人資料的情報員一職。
將來的目標是成為很了不起的男性，看起來就像個商人一般。說話一副大人的口氣，但實際上還是個抽到大吉就會樂哈哈的小孩子。
如果在各種學校活動中沒有別的男性角色陪伴，盡就會到學校來找主角玩。在休息日的時候實行各種指令也是與盡在一起。對姐姐的事情還是非常關心與在意的。
從原聲碟的標籤上看出來，官方的姓氏之一是“東雲”（しののめ）。
女主角
姓名生日血型自定。但由於上文提到的原聲碟緣故，姓氏可能是東雲，因此被一些愛好者稱為。
玩家自己在遊戲中的化身，只能看到Q版，正式形象無從得知。但葉月在DS版的新CG可以在畫集上看出個大概面貌。
性格由玩家決定，但大體上應該是個溫柔又積極還有些頑皮的普通女孩。感情方面是一邊想和人搞好關係，另一邊卻遲鈍到對男主角的示好渾然不覺。
[ギャリソン 伊藤（ぎゃりそん いとう）] 错误：{{Lang}}：无效参数：|3=（帮助）
須藤瑞希的管家，一直陪伴在瑞希身邊，為她擔當收拾殘局之類的角色。總對大小姐的任性感到頭疼。
益田 義人（聲：大倉正章）
生日是1975年5月23日（双子座）。
冰室零一學生時代的朋友。雖然只是個登場次數很少的配角，但在fans中很有人氣。在drama cd中會有更多他的出場。
教堂的少年（聲：齋藤彩夏）
主人公小時候想念的少年。為主角閱讀了故事繪本之後和主角匆匆分別，臨走前定下了再次會面的約定。
其實就是小時候的葉月。只有在走葉月路線的時候才會露出完整的面目。葉月一直沒有忘記這件事情並且一開始就認出了主角，但主角的印象卻模糊了。
齐藤君
主角在约会的时候，相应的男主角如果迟到，可能会随机出现的推销员。之後男主角打發他們的表現是令許多fans心動的名場面之一。
他是振翅學院的畢業生，由冰室零一老師那裏得知。2代也繼續幹著推銷員的營生。

主角在約會的時候，相應的男主角如果遲到，可能會隨機出現的搭訕男。道理同推銷員。
本名不明。這個稱呼是守村誤認為的。
海之男
主角在海邊約會的時候，換好泳裝後低幾率出現的搭訕男。似乎和姬條是舊識。

## 主題歌
主題歌：B'z（VERMILLION RECORDS）
OP「SIGNAL」
演唱：B'z，作詞：稻葉浩志，作曲：松本孝弘，編曲：松本孝弘、稻葉浩志、徳永曉人
ED
演唱：B'z，作詞：稻葉浩志，作曲：松本孝弘，編曲：松本孝弘、稻葉浩志、池田大介
皆収録在『GREEN』（2002年7月3日發售）

## 系列作品
- 心跳回忆 Girl's Side 1st Love（NDS）

迎合任天堂DS系列的機能，加入了觸摸功能。語言和EVS由於容量限制而被適量削減。但在之後的plus版本中，由於技術改進而收錄了基本完整的語音。
- 心跳回忆 Girl's Side Typing（Win・Mac）

心跳回憶GS的打字遊戲，通過打字和男主角交流。可以說是心跳回憶GS的fandisk。
- 心跳工厂（Win・Mac）

Factory系列。可以用遊戲素材自製劇情，帶有遊戲人物主題的時鐘日曆等配件。

## 关联商品

### CD
- 心跳回忆 Girl's Side Prologue First Love
- 心跳回忆 Girl's Side Clovers' Graffiti 1 叶月珪
- 心跳回忆 Girl's Side Clovers' Graffiti 2 日比谷涉
- 心跳回忆 Girl's Side Clovers' Graffiti Vol.3 鈴鹿和馬
- 心跳回忆 Girl's Side Clovers' Graffiti Vol.4 姬条圆
- 心跳回忆 Girl's Side Clovers' Graffiti Vol.5 三原色
- 心跳回忆 Girl's Side Clovers' Graffiti Vol.6 冰室零一
- 心跳回忆 Girl's Side Clovers' Graffiti Vol.7 蒼樹千晴
- 心跳回忆 Girl's Side chapter1 ～Spring～
- 心跳回忆 Girl's Side chapter2 Another Season～Summer～
- 心跳回忆 Girl's Side chapter3 Another Season～Autumn～
- 心跳回忆 Girl's Side Radio Drama Vol.1～feat.葉月珪·守村樱弥
- 心跳回忆 Girl's Side Radio Drama Vol.2～feat.姬条圆·鈴鹿和馬
- 心跳回忆 Girl's Side Radio Drama Vol.3～feat.冰室零一·三原色
- 心跳回忆 Girl's Side Image Song Collection～Be Mine～
- 心跳回忆 Girl's Side Original 游戏原声带

### 书籍

#### 攻略本
- 心跳回忆 Girl's Side 科乐美公式PERFECT导航 KONAMI OFFICIAL GUIDE PERFECT系列
- 心跳回忆 Girl's Side 公式导航手册 科乐美完璧攻略系列
- 心跳回忆 Girl's Side 公式导航完全版
- 心跳回忆 Girl's Side 1st Love公式导航 Complete Edition

#### 短編小説集
- 心跳回忆 Girl's Side　（葉月）
- 心跳回忆 Girl's Side　＜2＞（冰室）

#### 其他
- 心跳回忆 Girl's Side illustrations　（最初插画&設定集）

## 相關項目
- 心跳回憶
- 心跳回憶 Girl's Side 2nd Kiss
- 心跳回憶 Girl's Side 3rd Story

## 外部連結
- PS2版官方网站 （页面存档备份，存于） （日語）
- DS版官方网站 （页面存档备份，存于） （日語）
- Plus官方网站 （页面存档备份，存于） （日語）